# Ran Goren
Ran Goren (Merhavia, 19 marzo 1942) è un generale israeliano.
Fu colonnello dell'Aeronautica militare israeliana, dirigeva il dipartimento speciale delle operazioni militari aeree, in particolare quelle contro l'Iraq di Saddam Hussein. 
Tra il 1979 ed il 1980, ebbe l'ordine specifico segreto di contrastare il proliferare atomico dell'Iraq, da parte del capo del governo israeliano Menachem Begin. In particolare, attraverso le informazioni del Mossad israeliano, di distruggere le centrali atomiche dell'Iraq, come in effetti avvenne. Vennero distrutte tra il 1979 ed il 1980 le centrali di Al Turvaika e precisamente il Tamuz 1 ed Osis che erano stati forniti dal governo francese guidato da Chirac, a Saddam Hussein.